# 村上勘兵衛

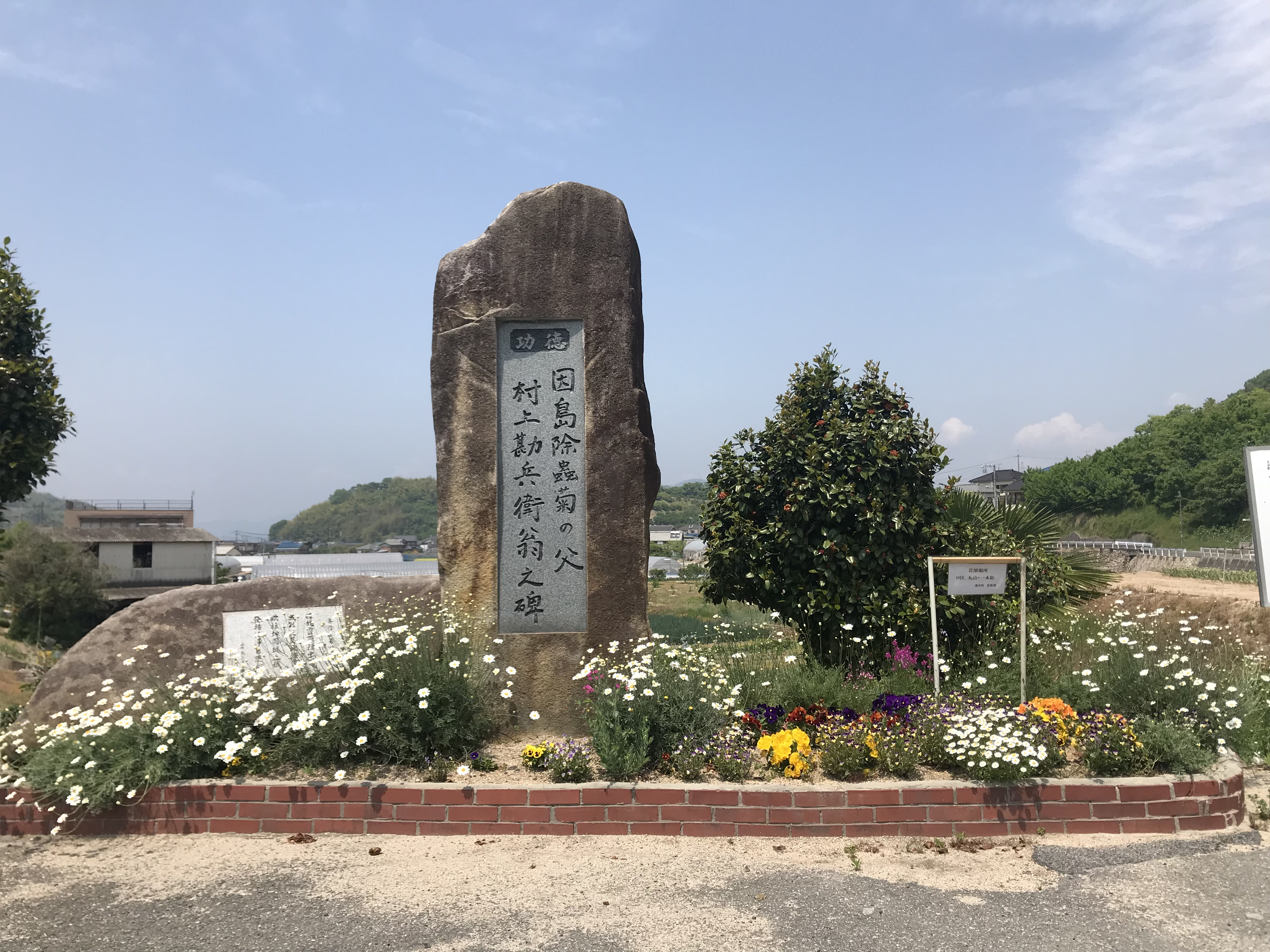
因島重井町一本松の村上勘兵衛功徳碑

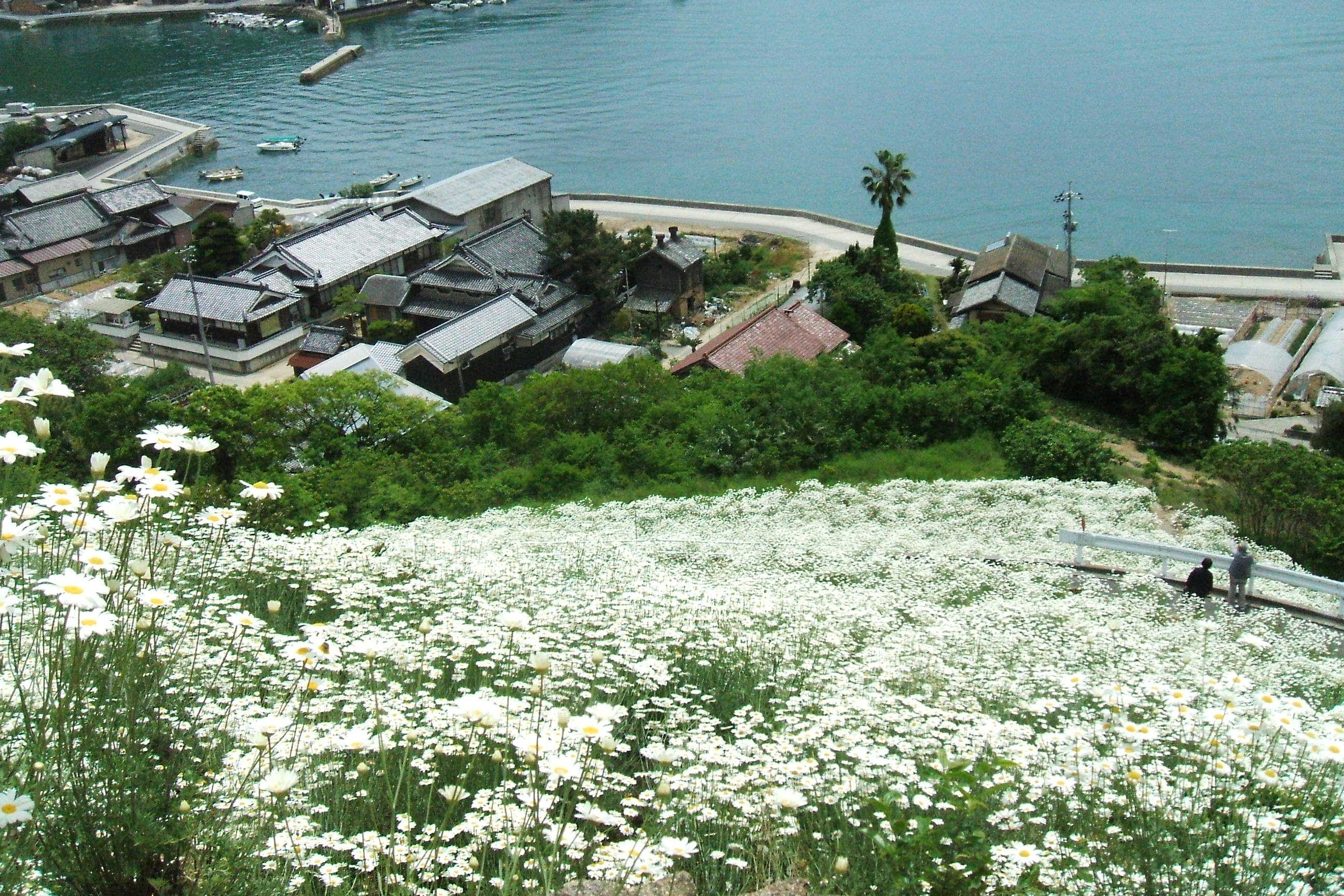
重井地区と除虫菊。現在はこの観光用に植えられているのみ。

村上 勘兵衛（むらかみ かんべえ、1882年（明治15年）3月1日 - 1978年（昭和53年）11月25日）は、広島県因島市（現尾道市）出身の農事改良家。塵外（じんがい）という号を用いた。
旧御調郡重井村長。因島において除虫菊栽培を普及促進させた「除虫菊の父」。

## 人物
広島県御調郡重井村（現在の尾道市因島重井町）生まれ。明治36年広島師範学校卒。卒業後は明治41年まで小学校教諭を務めた。明治43年から重井村収入役、この頃から除虫菊の栽培を推進した。昭和4年重井村長就任、昭和10年島に県農事試験場除虫菊試験地の誘致に成功した。晩年には漢詩集を出版している。
なお試験地は後に県立農業試験場が整備され現在は尾道市因島フラワーセンターとなっている。このフラワーセンターに「村上勘兵衛翁詩碑」が建立されている。それとは別に、重井町一本松に「因島除虫菊の父碑」が建立されている。

## 関連情報
- 村上塵外『村上塵外米寿記念詩鈔』村上塵外詩鈔刊行会 1945年刊 - 村上勘兵衛が書いた漢詩集